# Lipsothrix babai
Lipsothrix babai är en tvåvingeart som beskrevs av Alexander 1958. Lipsothrix babai ingår i släktet Lipsothrix och familjen småharkrankar. Inga underarter finns listade i Catalogue of Life.